# Rodger Parrett
Rodger Parrett (auch Roger Parrett, * 1936 oder 1937; † 22. Februar 2023) war ein US-amerikanischer Jazzmusiker (Trompete).

## Leben und Wirken
Parrett stammte wohl aus Ohio, lebte dann mit seiner Mutter in Utah, die sich dort wieder verheiratet hatte. Nach Ableistung des Militärdienstes in der US-Marine begann er an der Ostküste der USA als Musiker zu arbeiten, zunächst in Boston, schließlich in New York. Dort spielte er mit Musikern wie Jaki Byard & The Apollo Stompers (Phantasies I/II, 1984/1991, und My Mother's Eyes, 1998), Lionel Hampton, Woody Herman (in dessen Band er in den 1960er-Jahren Lead-Trompeter war), außerdem in den Swing-Orchestern von Guy Lombardo, Sammy Kaye, Les Elgart und in der Glenn Miller Ghost Band unter Leitung von Buddy DeFranco. In den 1990er-Jahren war er Lead-Trompeter im Cab Calloway Orchestra (The Cab Calloway Show Live in Freiburg, 21. Juni 1989). Daneben spielte er in Zirkus-, Latin- und Dixieland-Bands, u. a. mit Micki Grant and the Waterfront Six („Struttin’ With Some Barbecue“ 1996) bei der Traditional Jazz Society , mit Bob Smith, Artie Miller, Pete Socolow, Dick Waldburger und Harry Stump, ferner mit der Band Decades, die von Eric Emory geleitet wurde. Im Bereich des Jazz war er laut Tom Lord zwischen 1984 und 1999 an fünf Aufnahmesessions beteiligt, auch in The Joe Derise Ten Tette (Is Mad About You) und im Begleitorchester von Mary Starr (Cry Me a River, u. a. mit Dick Griffin, Tom Varner, Patience Higgins, Peter Zak und Warren Smith).